# Bo G. Hall
Bo Gösta Hall, född  7 juli 1938 i Stockholm, är en svensk ämbetsman och författare.

## Biografi
Bo G. Hall växte upp i Gävle och avlade studentexamen vid Vasaskolan, studerade sedan juridik vid Uppsala universitet och avlade juris kandidatexamen där 1965. Under studietiden var han aktiv vid Gästrike-Hälsinge nation, bland annat som förste kurator. Han arbetade sedan vid Utrikesdepartementet och Kommerskollegium. Efter pensioneringen disputerade han 2005 vid Uppsala universitet på en avhandling i historia om brukspatronen och politikern Christian Lundeberg.
Han är ledamot av Kungliga Krigsvetenskapsakademien sedan 1995 samt hedersledamot vid Gästrike-Hälsinge nation i Uppsala. Mellan 2012 och 2014 var han ordförande i DELS - De litterära sällskapens samarbetsnämnd, som utger tidskriften Parnass.
Bo G. Hall är gift med Barbro Dahlbom-Hall.